# Gran Premio de Denain 2025
La 66.ª edición de la clásica ciclista Gran Premio de Denain fue una carrera en Francia que se celebró el 20 de marzo de 2025 sobre un recorrido de 197,4 kilómetros con inicio y final en la ciudad de Denain.
La carrera formó parte del UCI ProSeries 2025, dentro de la categoría 1.Pro, y fue ganada por el británico Matthew Brennan del Visma | Lease a Bike. Completaron el podio, como segundo y tercer clasificado respectivamente, los belgas Gianni Vermeersch del Alpecin-Deceuninck y Dries De Bondt del Decathlon AG2R La Mondiale.

## Equipos participantes
Tomaron parte en la carrera 23 equipos: 12 de categoría UCI WorldTeam, 7 de categoría UCI ProTeam y 4 de categoría Continental. Formaron así un pelotón de 154 ciclistas de los que acabaron 114. Los equipos participantes fueron:
| WorldTeams (12)- Team Visma \| Lease a Bike - UAE Team Emirates XRG - Soudal Quick-Step - Team Jayco AlUla - Intermarché-Wanty - Decathlon AG2R La Mondiale Team - Groupama-FDJ - Cofidis - Bahrain-Victorious - XDS Astana Team - Alpecin-Deceuninck - Arkéa-B&B Hotels ProTeams (7)- Q36.5 Pro Cycling Team - Lotto - Team TotalEnergies - Unibet Tietema Rockets - Team Flanders-Baloise - Euskaltel-Euskadi - Wagner Bazin WB Equipos continentales (4)- Nice Métropole Côte d'Azur - CIC U Nantes - Saint Michel-Preference Home-Auber 93 - Van Rysel-Roubaix |
| |

## Clasificación final
- La clasificación finalizó de la siguiente forma:[3]

| \| Clasificación general \| Clasificación general \| Clasificación general \| Clasificación general \| Clasificación general \| \| Ciclista \| Ciclista \| Equipo \| Tiempo \| \| \| --------------------- \| --------------------- \| ----------------------------------- \| --------------------- \| --------------------- \| \| 1.º \| Matthew Brennan \| Team Visma \\| Lease a Bike \| 4 h 15 min 54 s \| \| \| 2.º \| Gianni Vermeersch \| Alpecin-Deceuninck \| + 0 s \| \| \| 3.º \| Dries De Bondt \| Decathlon-AG2R La Mondiale \| + 0 s \| \| \| 4.º \| Florian Vermeersch \| UAE Team Emirates XRG \| + 0 s \| \| \| 5.º \| Brent Van Moer \| Lotto \| + 0 s \| \| \| 6.º \| Dillon Corkery \| St. Michel-Preference Home-Auber 93 \| + 0 s \| \| \| 7.º \| Tomáš Kopecký \| Unibet Tietema Rockets \| + 0 s \| \| \| 8.º \| Alec Segaert \| Lotto \| + 0 s \| \| \| 9.º \| Arnaud De Lie \| Lotto \| + 30 s \| \| \| 10.º \| Lewis Askey \| Groupama-FDJ \| + 30 s \| \| |                    |                                     |                 |
| |                    |                                     |                 |
| Fuente: ProCyclingStats |                    |                                     |                 |
| Clasificación general |                    |                                     |                 |
| Ciclista | Ciclista           | Equipo                              | Tiempo          |
| 1.º | Matthew Brennan    | Team Visma \| Lease a Bike          | 4 h 15 min 54 s |
| 2.º | Gianni Vermeersch  | Alpecin-Deceuninck                  | + 0 s           |
| 3.º | Dries De Bondt     | Decathlon-AG2R La Mondiale          | + 0 s           |
| 4.º | Florian Vermeersch | UAE Team Emirates XRG               | + 0 s           |
| 5.º | Brent Van Moer     | Lotto                               | + 0 s           |
| 6.º | Dillon Corkery     | St. Michel-Preference Home-Auber 93 | + 0 s           |
| 7.º | Tomáš Kopecký      | Unibet Tietema Rockets              | + 0 s           |
| 8.º | Alec Segaert       | Lotto                               | + 0 s           |
| 9.º | Arnaud De Lie      | Lotto                               | + 30 s          |
| 10.º | Lewis Askey        | Groupama-FDJ                        | + 30 s          |

## UCI World Ranking
El Gran Premio de Denain otorgó puntos para el UCI World Ranking para corredores de los equipos en las categorías UCI WorldTeam, UCI ProTeam y Continental. Las siguientes tablas son el baremo de puntuación y los diez corredores que obtuvieron más puntos:
| Posición              | 1.º | 2.º | 3.º | 4.º | 5.º | 6.º | 7.º | 8.º | 9.º | 10.º | 11.º | 12.º | 13.º | 14.º | 15.º | 16.º-30.º | 31.º-40.º |
| Clasificación general | 200 | 150 | 125 | 100 | 85  | 70  | 60  | 50  | 40  | 35   | 30   | 25   | 20   | 15   | 10   | 5         | 3         |

| Clasificación |                    |                                      |         |
| Posición      | Ciclista           | Equipo                               | General |
| ------------- | ------------------ | ------------------------------------ | ------- |
| 1.º           | Matthew Brennan    | Visma \| Lease a Bike                | 200     |
| 2.º           | Gianni Vermeersch  | Alpecin-Deceuninck                   | 150     |
| 3.º           | Dries De Bondt     | Decathlon AG2R La Mondiale           | 125     |
| 4.º           | Florian Vermeersch | UAE Emirates XRG                     | 100     |
| 5.º           | Brent Van Moer     | Lotto                                | 85      |
| 6.º           | Dillon Corkery     | Saint Michel-PREFERENCE HOME-Auber93 | 70      |
| 7.º           | Tomáš Kopecký      | Unibet Tietema Rockets               | 60      |
| 8.º           | Alec Segaert       | Lotto                                | 50      |
| 9.º           | Arnaud De Lie      | Lotto                                | 40      |
| 10.º          | Lewis Askey        | Groupama-FDJ                         | 35      |